# Declaració d'inici del procés d'independència de Catalunya
La declaració d'inici del procés d'independència de Catalunya és una declaració aprovada pel ple del Parlament de Catalunya el 9 de novembre de 2015. Va ser proposada pels grups parlamentaris de Junts pel Sí i la Candidatura d'Unitat Popular - Crida Constituent, i finalment aprovada per 72 vots a favor, 63 en contra i cap abstenció.

## Text de la declaració
El text aprovat pel Parlament de Catalunya diu el següent:
| « | El Parlament de Catalunya: - Constata que el mandat democràtic obtingut a les passades eleccions del 27 de setembre de 2015 es basa en una majoria en escons de les forces parlamentàries que tenen l'objectiu que Catalunya esdevingui un estat independent i en una àmplia majoria sobiranista en vots i escons que aposta per l'obertura d'un procés constituent no subordinat. - Declara solemnement l'inici del procés de creació d'un estat català independent en forma de república. - Proclama l'obertura d'un procés constituent ciutadà, participatiu, obert, integrador i actiu per tal de preparar les bases de la futura constitució catalana. - Insta el futur govern a adoptar les mesures necessàries per a fer efectives aquestes declaracions. - Considera pertinent iniciar en el termini de trenta dies la tramitació de les lleis de procés constituent, de seguretat social i d'hisenda pública. - Com a dipositari de la sobirania i com a expressió del poder constituent, reitera que aquesta cambra i el procés de desconnexió democràtica de l'Estat espanyol no se supeditaran a les decisions de les institucions de l'Estat espanyol, en particular del Tribunal Constitucional, que considera mancat de legitimitat i de competència arran de la sentència de juny del 2010 sobre l'Estatut d'autonomia de Catalunya, votat prèviament pel poble en referèndum, entre altres sentències. - ha d'adoptar les mesures necessàries per a obrir aquest procés de desconnexió de l'Estat espanyol, d'una manera democràtica, massiva, sostinguda i pacífica que permeti l'apoderament de la ciutadania a tots els nivells i es basi en una participació oberta, activa i integradora. - Insta el futur govern a complir exclusivament les normes o els mandats emanats d'aquesta cambra, legítima i democràtica, a fi de blindar els drets fonamentals que puguin resultar afectats per decisions de les institucions de l'Estat espanyol, com els especificats en l'annex d'aquesta resolució. - Declara la voluntat d'iniciar negociacions per tal de fer efectiu el mandat democràtic de creació d'un estat català independent en forma de república, i acorda posar-ho en coneixement de l'Estat espanyol, de la Unió Europea i del conjunt de la comunitat internacional. | » |

A l'Annex adjunt de la resolució s'agrupa les Mesures que haurà d'aplicar el futur govern destinades a blindar drets fonamentals afectats per decisions de les institucions de l'Estat espanyol en 9 àmbits: pobresa energètica, habitatge, sanitat, educació, garantia de les llibertats públiques, administracions locals, refugiats, dret a l'avortament, finançament d'un pla de xoc social i gestió del deute.

## Reaccions dels partits polítics

### Junts pel Sí
Des de Junts pel Sí es va deixar clara la seva voluntat que la vigent legislatura no fos una legislatura autonòmica, així com van fer èmfasi en el fet que no farien cas de les impugnacions polítiques i judicials de les institucions del Regne d'Espanya; posant com a aval el mandat democràtic rebut de les urnes en les darreres eleccions. Les mateixes fonts de la coalició van justificar la declaració com un acte d'obediència al poble de Catalunya i d'apoderament de la societat catalana; també van deixar clar que el procés no tenia aturador ni era reversible.

### Partit dels Socialistes de Catalunya
El Partit dels Socialistes de Catalunya va expressar la seva opinió a través d'un comunicat on es titllava la declaració de «l'error polític més greu des de la recuperació de les institucions del nostre autogovern».

### Catalunya Sí que es Pot
Els diputats de Catalunya Sí que es Pot van comparèixer a la cambra un cop la mesa del Parlament ja havia admès a tràmit la resolució de Junts pel Sí i la CUP-CC amb el vot contrari de CSQP. El representant de CSQP, Joan Coscubiela va acusar l'acord de voler amagar la corrupció, «tapar les vergonyes d'Artur Mas» i van demanar la convocatòria urgent d'un referèndum.

### Partit Popular
Els diputats del Partit Popular de Catalunya van dir que la proposta vulnerava tot el marc legal català, espanyol i europeu, i que aquest acord entre JxSí i la CUP-CC no quedaria impune judicialment ni política. Xavier García Albiol va dir també que el Govern Espanyol preparava una resposta proporcional al desafiament democràtic de la resolució.

### Candidatura d'Unitat Popular - Crida Constituent
Els diputats de la CUP-CC van comparèixer per definir l'acord com la voluntat de les dues formacions (CUP-CC i JxSí) a comprometre's en tot el que faci avançar per assolir la independència. També van remarcar la voluntat de la CUP-CC que Catalunya Sí que es Pot signés l'acord, ja que segons els diputats de la CUP-CC aquests comparteixen amb ells la voluntat d'impulsar un procés constituent no subordinat als ritmes de les institucions del Regne d'Espanya.

## Paralització temporal de la tramitació de la declaració
Un dia després de l'entrada al registre de la proposta de declaració, Ciutadans i el PSC van reclamar una reconsideració i un informe jurídic sobre la moció; això va obligar a la mesa del parlament a prorrogar la tramitació d'urgència del text. La mesa del parlament va aprovar el mateix dia no dur a terme cap estudi legal. Per a seguir el camí fins al ple del parlament, la declaració va haver d'esperar a la constitució de la Junta de Portaveus. La Junta de Portaveus no es va poder constituir fins al dia XX a conseqüència del que alguns mitjans classificaven de «jugada burocràtica» i d'«argúcia reglamentària» del PP, al no haver-se constituït com a grup parlamentari. Per la seva part, Catalunya Sí que es Pot va presentar una petició per exigir un pla d'emergència social i de defensa d'un referèndum.

## Junta de portaveus i reunió de la mesa del dimarts 3 de novembre
La presidenta del parlament Carme Forcadell va convocar una junta de portaveus per al dia 3 de novembre per a donar resposta a la reconsideració presentada uns dies abans pel PSC, PP i Ciutadans. Segons Carme Forcadell:
| « | Avui s'acabava el termini per a donar compliment a la reconsideració [sobre la tramitació de la declaració] i per això es va convocar aquesta junta de portaveus. Immediatament després d'haver escoltat els partits, hem fet reunió de la mesa i hem decidit que no s'admetia la reconsideració i que continuarien els tràmits normals. | » |

El PP, PSC i Ciutadans van queixar-se que s'hagués convocat la junta de portaveus sense que tots els grups parlamentaris estiguessin constituïts (faltava el PP) i van decidir presentar un recurs al Tribunal Constitucional d'Espanya; arran d'aquesta decisió, Carme Forcadell va dir que la junta de portaveus va ser convocada el 2006 i el 2010 sense que tots els grups parlamentaris estiguessin constituïts, i que els grups que ara es queixaven, aleshores no van dir res. Per altra banda, Marta Rovira, membre d'ERC i portaveu de JxSí va posar de manifest la contradicció del PP, que actuava com si fos un grup parlamentari, tot presentant peticions d'empara amb el segell del grup parlamentari, i que Enric Millo membre del PP assistís a les reunions de la mesa com a representant del grup del PP.
Un cop reunida la junta de portaveus i la mesa del parlament, es va decidir desestimar les reconsideracions de PP, PSC i Ciutadans i es va obrir un període d'alegacions al text. La presidenta del parlament Carme Forcadell va anunciar que el ple per a votar la declaració es realitzaria el dilluns 9 de novembre, tot coincidint amb el primer aniversari del 9N.

## La declaració al Tribunal Constitucional d'Espanya

### Recurs d'empara
El 4 de novembre de 2015, el Ciutadans, PSC i el PP van presentar diferents recursos d'empara al Tribunal Constitucional d'Espanya contra la junta de portaveus i contra l'admissió a tràmit de la proposta de resolució de Junts pel Sí i la CUP-CC. Els representants dels partits que presentaven els recursos, Inés Arrimadas, Miquel Iceta i Xavier García Albiol van presentar-se a la seu del Tribunal Constitucional per a efectuar el recurs. Cada partit ha presentat un recurs per separat, mentre PP i Ciutadans demanaren la suspensió cautelar del ple, el PSC es va desmarcar d'aquest punt.
El 5 de novembre al matí el Tribunal Constitucional va admetre a tràmit els recursos d'empara de PP i Ciutadans i va desestimar el recurs d'empara del PSC. El mateix dia 5 a la tarda el tribunal, per unanimitat, va rebutjar la suspensió del ple tal com demanaven PP i Ciutadans.

## Ple del parlament i aprovació de la declaració
El dilluns 9 de novembre de 2015, el Parlament de Catalunya aprova per majoria absoluta la declaració d'inici del procés d'independència, amb els vots a favor de Junts pel Sí i la CUP-CC i els vots en contra de la resta de formacions. Un diputat de Catalunya Sí que es Pot, Joan Giner, va denunciar que es va veure obligat a votar en contra de la declaració, ja que va rebre amenaces d'expulsar-lo del grup parlamentari per part del president i secretari d'aquest grup i també pressions per part de la direcció estatal de Podemos.